# Anna Lee
Anna Lee MBE (nasceu Joan Boniface Winnifrith; 2 de janeiro de 1913 – 14 de maio de 2004) foi uma atriz britânica. Nascida em Kent, na Inglaterra, ela desempenhou papéis em cerca de sessenta filmes, incluindo How Green Was My Valley (1941), Fort Apache (1948), King Solomon's Mines (1937) What Ever Happened to Baby Jane? (1962) e The Sound of Music (1965).

## Biografia
Em 1982, Anna Lee foi nomeada Ordem do Império Britânico pela Isabel II. Foi casada com o escritor americano Robert Nathan.
Anna Lee faleceu em Hollywood, Estados Unidos, vítima de pneumonia.
Sepultada no Westwood Village Memorial Park Cemetery.

## Filmografia parcial
- Say It with Music (1932)
- Chelsea Life (1933)
- The Bermondsey Kid (1933)
- Mannequin (1933)
- Rolling in Money (1934)
- The Camels Are Coming (1934)
- The Passing of the Third Floor Back (1935)
- First a Girl (1935)
- Heat Wave (1935)
- King Solomon's Mines (1937)[5]
- How Green Was My Valley (1941)
- Commandos Strike at Dawn (1942)
- Hangmen Also Die (1943)
- The Ghost and Mrs. Muir (1947)